# Myotis bocagii
Myotis bocagii  (Peters, 1870) è un pipistrello della famiglia dei Vespertilionidi diffuso nell'Africa subsahariana e nello Yemen.

## Descrizione

### Dimensioni
Pipistrello di piccole dimensioni, con la lunghezza totale tra 80 e 103 mm, la lunghezza dell'avambraccio tra 33 e 42 mm, la lunghezza della coda tra 30 e 50 mm, la lunghezza del piede tra 11 e 12 mm, la lunghezza delle orecchie tra 12 e 16 mm, un'apertura alare fino a 28,5 cm e un peso fino a 10 g.

### Aspetto
La pelliccia è corta, densa e lanosa. Le parti dorsali sono rossastre brillanti, con la base dei peli scura, mentre le parti ventrali sono color crema o bruno-argentate chiare talvolta con dei riflessi rossastri e con la base dei peli bruno-nerastra. Il muso è corto e finemente ricoperto di peli davanti agli occhi. Le orecchie sono relativamente corte. Il trago è sottile, diritto e appuntito, con un lobo triangolare alla base. Le membrane alari sono bruno-nerastre scure e attaccate posteriormente alla base delle dita dei piedi, i quali sono larghi e piatti. Il calcar è lungo, robusto e termina con una carenatura poco sviluppata. L'estremità della coda si estende oltre l'uropatagio. Il cariotipo è 2n=44 FNa=50.

### Ecolocazione
Emette ultrasuoni a ciclo di lavoro basso sotto forma di impulsi di breve durata a banda larga e frequenza modulata iniziale a 52–70 kHz, finale a 30–33 kHz e massima energia a 34–35 kHz.

## Biologia

### Comportamento
Si rifugia nelle cavità degli alberi e tra le foglie arrotolate di banano ed altre piante a foglia larga, singolarmente o in piccoli gruppi fino a 8 individui. Sembra evitare i villaggi. Il volo è lento ed altamente manovrato, può spiccarlo dal suolo.

### Alimentazione
Si nutre di coleotteri, emitteri, ditteri e lepidotteri, catturati principalmente su specchi d'acqua. 

### Riproduzione
Danno alla luce un piccolo alla volta due volte l'anno, la prima tra dicembre e gennaio, la seconda a giugno, durante le stagioni più secche quando gli insetti si concentrano vicino ai corsi d'acqua e agli acquitrini, fornendo così grosse quantità di cibo.

## Distribuzione e habitat
Questa specie è diffusa nell'Africa subsahariana, dal Senegal al Kenya a est fino al Sudafrica nord-orientale. Una popolazione è presente nello Yemen sud-occidentale.
Vive nelle foreste umide tropicali e nelle savane alberate, dove è associato a zone acquatiche.

## Tassonomia
Sono state riconosciute 3 sottospecie:
- M.b.bocagii: Congo, Repubblica Democratica del Congo, Repubblica Centrafricana meridionale, Sudan del Sud meridionale, Etiopia centrale, Uganda, Ruanda, Burundi, Kenya, Tanzania, Angola settentrionale, Zambia, Malawi, Zimbabwe orientale, Mozambico centro-occidentale, Swaziland[4], Sudafrica nord-orientale;
- M.b.cupreolus (Thomas, 1904): Senegal, Guinea, Sierra Leone, Liberia, Costa d'Avorio, Ghana, Benin, Togo, Nigeria, Camerun, Rio Muni, Gabon;
- M.b.dogalensis (Monticelli, 1887): Yemen sud-occidentale.

## Conservazione
La IUCN Red List, considerato il vasto areale e la popolazione presumibilmente numerosa, classifica M.bocagii come specie a rischio minimo (Least Concern)).